# Alabeo seccional
El alabeo unitario o alabeo seccional es una función ω(y,z) que predice la forma deformada de la sección transversal de un prisma mecánico y que define varias características geométricas importantes relacionadas con el cálculo de tensiones en caso de flexión, torsión y cortante combinados. [Este alabeo unitario tiene dimensiones de longitud al cuadrado (L2)].

## Ecuación de alabeo unitario
Para un prisma mecánico de sección constante A, el alabeo unitario es una función {\displaystyle \omega (y,z)\;} definida sobre dicha sección transversal, que es solución del siguiente problema de Von Neumann:

(1){\displaystyle {\begin{cases}{\cfrac {\partial ^{2}\omega }{\partial y^{2}}}+{\cfrac {\partial ^{2}\omega }{\partial z^{2}}}=0&\forall (y,z)\in A\\\mathbf {n} \cdot {\boldsymbol {\nabla }}\omega ={\cfrac {1}{2}}{\cfrac {d}{d{\bar {s}}}}\left[(y-y_{C})^{2}+(z-z_{C})^{2}\right]&\forall (y,z)\in \partial A\end{cases}}}

Donde:
{\displaystyle {\bar {s}}} es la longitud a lo largo del contorno de la pieza y {\displaystyle \mathbf {n} } la normal exterior al mismo.
{\displaystyle (y_{C},z_{C})\;} son las coordenadas del centro de cortante.

### Deducción de la ecuación de alabeo
En el problema de torsión pura de Saint-Venant para una pieza prismática la hipótesis cinemática lleva a que los desplazamientos están relacionados con los giros del eje baricéntrico alrededor de sí mismo por la siguiente condición:

(2){\displaystyle {\begin{Bmatrix}u_{x}(x,y,z)\\u_{y}(x,y,z)\\u_{z}(x,y,z)\end{Bmatrix}}={\begin{bmatrix}\omega (y,z)&0\\0&-z+z_{C}\\0&y-y_{C}\end{bmatrix}}{\begin{Bmatrix}{\cfrac {d\theta _{x}}{ds}}\\\theta _{x}\end{Bmatrix}}}

Calculando a partir de ellos las deformaciones y aplicando después las ecuaciones de Lamé-Hooke se llega a que la relación entre tensiones y giros sobre el eje son:

(3){\displaystyle {\begin{cases}\sigma _{xx}={\frac {2G}{(1-2\nu )}}\left[(1-\nu )\varepsilon _{xx}+\nu (\varepsilon _{yy}+\varepsilon _{zz})\right]=0\\\sigma _{xy}=G\left[{\partial u_{x} \over \partial y}+{\partial u_{y} \over \partial x}\right]=G\left[{\frac {\partial \omega }{\partial y}}-\left(z-z_{C}\right)\right]{\frac {d\theta _{x}}{ds}}\\\sigma _{xz}=G\left[{\partial u_{x} \over \partial z}+{\partial u_{z} \over \partial x}\right]=G\left[{\frac {\partial \omega }{\partial z}}+\left(y-y_{C}\right)\right]{\frac {d\theta _{x}}{ds}}\end{cases}}}

El equilibrio de fuerzas sobre el eje longitudinal de la pieza prismática o viga requiere que:

(4){\displaystyle {\frac {\partial \sigma _{xx}}{\partial x}}+{\frac {\partial \sigma _{xy}}{\partial y}}+{\frac {\partial \sigma _{xz}}{\partial z}}=0}

Donde substiuyendo las ecuaciones (3) en (4) se llega precisamente a la ecuación del alabeo unitario (1).

## Solución para la ecuación de alabeo unitario
Puede demostrarse que la solución de la anterior ecuación puede encontrarse fácilmente introduciendo una función de alabeo auxiliar relacionada con la anterior y con las coordenadas (yC, zC) del centro de cortante. La función auxiliar {\displaystyle \omega _{0}(y,z)\;} satisface la ecuación:

{\displaystyle {\begin{cases}{\cfrac {\partial ^{2}\omega _{0}}{\partial y^{2}}}+{\cfrac {\partial ^{2}\omega _{0}}{\partial z^{2}}}=0&\forall (y,z)\in A\\\mathbf {n} \cdot {\boldsymbol {\nabla }}\omega _{0}={\cfrac {1}{2}}{\cfrac {d}{d{\bar {s}}}}\left(y^{2}+z^{2}\right)&\forall (y,z)\in \partial A\end{cases}}}

En términos de esta función auxiliar se pueden encontrar tanto la función de alabeo como las coordenadas del centro de cortante:

{\displaystyle \omega (y,z)=\omega _{0}(y,z)-z_{C}y+y_{C}z\qquad y_{C}=-{\frac {I_{z}I_{y{\bar {\omega }}}-I_{yz}I_{z{\bar {\omega }}}}{I_{z}I_{y}-I_{yz}^{2}}}\qquad z_{C}={\frac {I_{y}I_{z{\bar {\omega }}}-I_{yz}I_{y{\bar {\omega }}}}{I_{z}I_{y}-I_{yz}^{2}}}}

Donde {\displaystyle I_{y},I_{z},I_{yz}\,} son los momentos de área y el producto de inercia. Y donde {\displaystyle I_{y{\bar {\omega }}},I_{z{\bar {\omega }}}\,} son los productos de inercia sectoriales definidos como:

{\displaystyle I_{y{\bar {\omega }}}=\int _{A}z\omega _{0}(y,z)\ dydz\qquad I_{z{\bar {\omega }}}=\int _{A}y\omega _{0}(y,z)\ dydz}

## Ejemplos de alabeos seccionales
En general si una sección no es circular o circular hueca presentará alabeo seccional diferente de cero. Esto puede probarse rigurosamente calculando el alabeo seccional de una sección elíptica, que depende de la diferencia de cuadrados de las longitudes de los semiejes, si estos son iguales como sucede en un círculo la función de alabeo se anula.
En el caso general la sección de alabeo es complicada y requiere resolver un problema de Von Neumann. Para algunos casos sencillos cuando la sección es maciza y el contorno viene expresado por una función de tipo f(y, z) = 0 siendo el laplaciano de f constante el problema de buscar la función de alabeo puede simplificarse notablemente mediante la función de Prandtl, ya que esta función basta encontrar una función de Prandtl que se anule sobre el contorno. Esto es precisamente lo que sucede con la secciones elíptica y triangular, sin embargo con secciones más complicadas como una sección rectangular el cálculo es más complicado.

### Alabeo unitario de una sección triangular
En una sección triangular equilátera cualquiera de las tres alturas del triángulo constituye un eje de simetría, por lo que para una sección triangular equilátera el centro de cortante coincide con el centro geométrico o baricentro del triángulo. La función de alabeo considerando coordenadas (y, z) con el origen de coordenadas sobre el centro geométrico viene dada por:

{\displaystyle \omega (y,z)=-{\frac {3z^{2}y-y^{3}}{2h}}}

Donde hemos considerado que uno de los lados es paralelo al eje Y, y h es la altura del triángulo.

### Alabeo unitario de una sección elíptica
En una sección elíptica existen dos ejes de simetría, el semieje mayor y el semieje menor, lo cual implica que el centro de cortante coincida con el centro geométrico de la sección. Tomando coordenadas de la sección (y, z) con origen en el centro geométrico de la sección la función de alabeo unitario viene dada por:

{\displaystyle \omega (y,z)=-{\frac {a^{2}-b^{2}}{a^{2}+b^{2}}}yz}

Donde a y b son, respectivamente, las longitudes del semieje mayor y el semieje menor de la elipse. Puede verse que en el caso particular de un círculo de radio r (donde a = b = r) el alabeo seccional unitario es nulo, en consonancia con la teoría de la torsión de Saint-Venant para secciones circulares.

### Alabeo unitario de una sección rectangular
En una sección rectangular, donde el centro de cortante coincide con centro geométrico, la función de alabeo puede calcularse en términos de la función de Prandtl que a su vez puede obtenerse por integración de Laplace mediante separación de variables:

{\displaystyle {\begin{cases}{\cfrac {\partial \omega }{\partial y}}=z+{\cfrac {1}{G\theta }}{\cfrac {\partial \Phi }{\partial z}}=z+{\cfrac {8b}{\pi ^{2}}}\sum _{k=0}^{\infty }\left[{\cfrac {(-1)^{k+1}}{(2k+1)^{2}}}\left({\cfrac {\sinh {\frac {(2k+1)\pi z}{b}}}{\cosh {\frac {(2k+1)\pi a}{b}}}}\right)\cos {\frac {(2k+1)\pi y}{b}}\right]\\{\cfrac {\partial \omega }{\partial z}}=-y-{\cfrac {1}{G\theta }}{\cfrac {\partial \Phi }{\partial y}}=-y+{\cfrac {8b}{\pi ^{2}}}\sum _{k=0}^{\infty }\left[{\cfrac {(-1)^{k}}{(2k+1)^{2}}}\left(1-{\cfrac {\cosh {\frac {(2k+1)\pi z}{b}}}{\cosh {\frac {(2k+1)\pi a}{b}}}}\right)\sin {\frac {(2k+1)\pi y}{b}}\right]\end{cases}}}

## Momento de alabeo
El momento de alabeo es la magnitud definida por la siguiente integral:

{\displaystyle I_{\omega }=\int _{A}\omega ^{2}(y,z)\ dydz}

Para una sección I o H el módulo de alabeo viene dado por:

{\displaystyle I_{\omega }={\frac {h^{2}I_{min}}{4}}}

Donde h denota la altura total del perfil e Imin el momento de inercia mínimo.